# Eunidia mussardi
Eunidia mussardi är en skalbaggsart som beskrevs av Pierre Lepesme och Stefan von Breuning 1957. Eunidia mussardi ingår i släktet Eunidia och familjen långhorningar. Inga underarter finns listade i Catalogue of Life.